# Żabin (województwo zachodniopomorskie)
Żabin (niem. Groß Sabin) – wieś sołecka w Polsce położona w województwie zachodniopomorskim, w powiecie drawskim, w gminie Wierzchowo. W latach 1975–1998 miejscowość administracyjnie należała do województwa koszalińskiego. W roku 2007 wieś liczyła 604 mieszkańców.
Wieś wchodząca w skład sołectwa:
- Żeńsko

## Geografia
Wieś leży ok. 3 km na południowy zachód od Wierzchowa, ok. 400 m na wschód od jeziora Busko, ok. 700 m na zachód od byłej linii kolejowej nr 416, ok. 1 km na północny wschód od jeziora Dramienko. W okolicy wsi znajduje się najwyższy szczyt pobliskich Gór Smolnych - Racza, 214 m n.p.m.

## Historia
Pierwsza wzmianka o Żabinie datowana jest na XIV wiek. W 1980 r. delegacja władz PRL pod przewodnictwem gen. Wojciecha Jaruzelskiego odsłoniła pomnik ku czci walczących w walkach o Wał Pomorski - pomnik znajduje się 2,5 km od miejscowości. W styczniowej ofensywie 1945 roku oddziały 4 Dywizji Piechoty ruszyły w pościg za Niemcami na północny zachód. Emilia Gierczak wraz z innymi żołnierzami tej dywizji wzięła udział w walkach m.in. na Wale Pomorskim, w umocnieniach w Żabinie, Borujsku i Drawsku Pomorskim.

## Zabytki i atrakcje turystyczne
Zabytek chroniony prawem:
- kościół ewangelicki z ok. 1800 r., obecnie szkoła, nr rej. 547 z dnia 12 lutego 1966 r.

Mieści się tutaj również budynek dawnego Państwowego Gospodarstwa Rolnego, dwa cmentarze poniemieckie. Przy pomniku o zdobycie Żabina w dniach 1 - 3 marca 1945 r. widać tereny w kierunku wsi Żeńsko (dawniej Borujsko) - miała tam miejsce ostatnia szarża polskiej kawalerii.